# Friedrich August III của Sachsen
Frederick Augustus III (tiếng Đức: Friedrich August III; 25/05/1865 - 18/02/1932) là vị Vua cuối cùng của Vương quốc Sachsen, tại vị từ năm 1904 đến khi thoái vị vào năm 1918, ông là thành viên của dòng Albertine, nhánh thứ của Triều đại Wettin. Sinh ra ở Dresden, Friedrich August là con trai cả của Vua Friedrich August Georg (Georg I) và Maria Anna của Bồ Đào Nha, con gái của Maria II của Bồ Đào Nha và Fernando II của Bồ Đào Nha, có nghĩa là bên phía họ ngoại của ông cũng là thành viên của triều đại Wettin, nhưng đến từ nhánh Sachsen-Coburg và Gotha-Koháry thuộc dòng Ernestine.
Frederick Augustus từng phục vụ trong Quân đội Hoàng gia Sachsen trước khi trở thành vua, và sau đó được thăng chức Generalfeldmarschall. Trong suốt triều đại của mình, ông đã thực hiện nhiều cải cách quan trọng. Mặc dù rất được thần dân yêu mến, ông đã tự nguyện thoái vị vào ngày 13/11/1918, sau khi Đế quốc Đức thất bại trong Thế chiến thứ nhất. Ông qua đời tại Sibyllenort (nay là Szczodre) ở Hạ Silesia và được chôn cất tại Dresden.
Thông qua vợ là Nữ đại công tước Louise, ông trở thành con rể của Ferdinando IV, Đại công tước cuối cùng của Toscana, vì thế ông có mối quan hệ gần gũi với Vương tộc Habsburg-Lothringen, chủ nhân của Đế quốc Áo-Hung. Năm 1903, vợ ông đã bỏ trốn khỏi vương quốc Sachsen sau khi bà bị cha chồng là vua Georg của Sachsen đe doạ sẽ giam bà suốt đời trong Lâu đài Sonnenstein, đây là một vụ bê bối lớn đương thời ở châu Âu.
Trong cuộc Cách mạng Tháng 11, ông thoái vị vào ngày 13 tháng 11 năm 1918 và rời kinh đô để đến khu đất riêng của mình ở Lâu đài Sibyllenort, Silesia. Từ đó, ông dẫn đầu một cuộc tranh chấp pháp lý với Bang Tự do Sachsen về việc bồi thường cho hoàng gia cũ, cuộc tranh chấp này kết thúc vào năm 1924 bằng một thỏa hiệp. Khi đã thoái vị, cựu vương Friedrich August không còn đóng một vai trò quan trọng nào trong thời kỳ Cộng hòa Weimar. Cuối đời, ông chủ yếu dành thời gian để săn bắn và đi du lịch ở nhiều nơi. Cái chết của ông vào tháng 2 năm 1932 gây bất ngờ cho công chúng. Hơn nửa triệu người bày tỏ lòng thành kính lần cuối tại lễ tang ở Dresden.
Frederick Augustus gia nhập Quân đội Hoàng gia Sachsen năm 1877 với tư cách thiếu úy, mặc dù lúc đó ông mới 12 tuổi. Với địa vị hoàng gia của mình, ông thăng tiến nhanh chóng qua các cấp bậc. Ban đầu ông phục vụ ở Trung đoàn Grenadier 1 (Leib-) Hoàng gia Sachsen Nr. 100. Ông được thăng cấp trung úy năm 1883, đại úy năm 1887, thiếu tá năm 1889 và trung tá năm 1891. Đến năm 1891, ông là chỉ huy Tiểu đoàn 1 của Schützen (Füsilier) -Regiment Nr. 108. Ông được thăng cấp đại tá vào ngày 22/09/1892 và nắm quyền chỉ huy Schützen (Füsilier) -Regiment Nr. 108 cùng ngày. Vào ngày 20/09/1894, hoàng tử 29 tuổi được thăng cấp lên Tướng quân và được trao quyền chỉ huy Lữ đoàn Bộ binh Hoàng gia Sachsen số 1 Nr. 45. Ngày 22/05/1898, ông được thăng quân hàm Đại tướng và được trao quyền chỉ huy Sư đoàn Bộ binh Hoàng gia Sachsen số 1 Nr. 23. Ông chỉ huy sư đoàn này cho đến ngày 26/08/1902, khi nắm quyền chỉ huy Quân đoàn XII (1 Hoàng gia Sachsen). Ông được thăng chức Tướng der Infanterie một tháng sau đó, vào ngày 24/09. Ông vẫn giữ quyền chỉ huy quân đoàn cho đến tháng 10/1904, khi trở thành vua. Sự nghiệp quân sự của ông kết thúc bằng việc lên ngôi, nhưng sau đó ông được thăng cấp lên Generaloberst và sau đó là Generalfeldmarschall (vào ngày 09/09/1912).
Sau khi lên ngôi, vào tháng 07/1902, ông được Hoàng đế Wilhelm II bổ nhiệm vào Bộ binh Thủy quân lục chiến Đức trong một chuyến thăm Kiel.

## Trị vì

### Lên ngôi

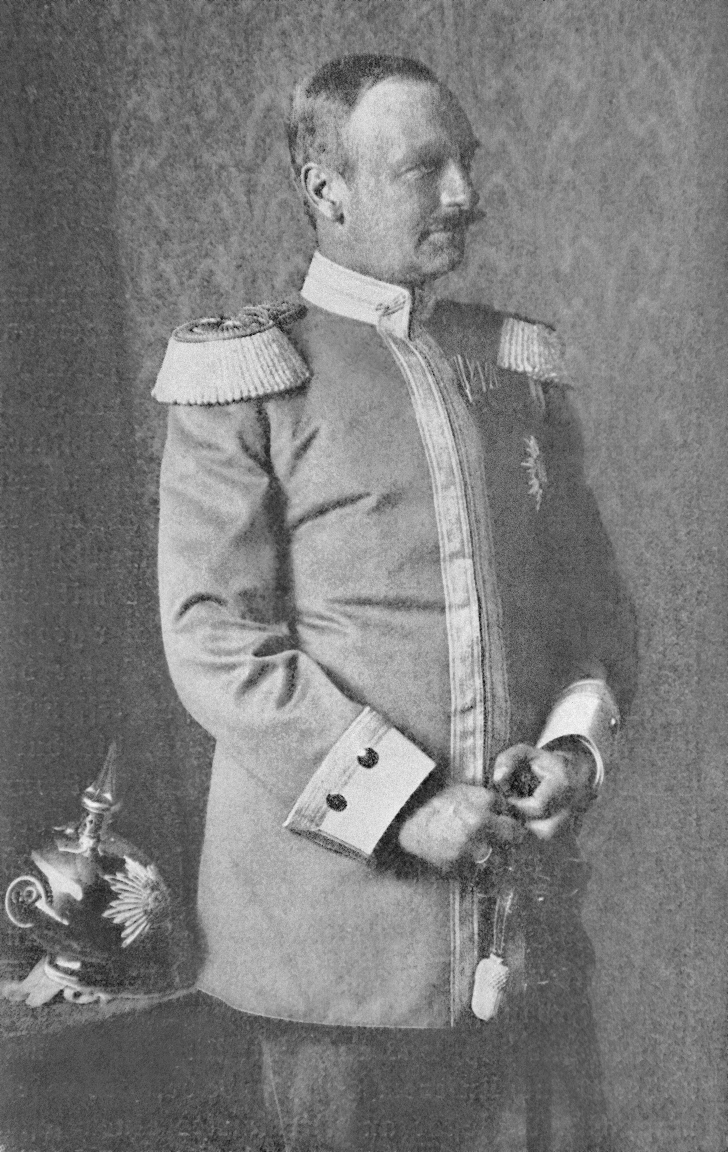
Friedrich August III, năm 1905

Vào ngày 15 tháng 10 năm 1904, Friedrich August lên ngôi, đánh dấu sự thay thế quan trọng trong hoàng gia Sachsen vì điều này đã củng cố hy vọng cải cách toàn diện đất nước. Ông không giống như cha mình, ông rất được lòng dân. Vì vậy, Friedrich August coi nhiệm vụ đầu tiên của mình là giảm bớt sự ngờ vực của người dân đối với vương thất, vốn nảy sinh do các chính sách của cha ông - Georg I của Sachsen, người đã cai trị trong hai năm và được xác định bởi chủ nghĩa ích kỷ của triều đại. Ông nhấn mạnh điều này trong bài phát biểu nhậm chức được háo hức chờ đợi bởi dân chúng, trong đó ông nhắc lại rằng ông quyết tâm trở thành một vị quân chủ tốt cho mọi thần dân của mình. Phát biểu trước các lực lượng vũ trang, với tư cách là Thân vương Liên bang, ông tuyên bố rằng nền độc lập và phát triển của Đế quốc Đức dựa trên một đội quân hùng mạnh; Vì vậy, ông coi nhiệm vụ của mình là huấn luyện quân đội Sachsen thành "công cụ sắt". Một trong những hành động chính thức đầu tiên là ân xá một phần cho tù nhân. Vào ngày 17 tháng 10, ông tuyên thệ trước hiến pháp và ngày hôm sau ông từ bỏ quyền lãnh đạo Quân đoàn XII Hoàng gia Sachsen. Vào ngày 17 tháng 11, ông đã có bài phát biểu từ ngai vàng trước Quốc hội Sachsen. Ông tiếp quản toàn bộ nội các của cha mình, điều này ngay lập tức làm giảm kỳ vọng chính trị và gây ra sự thất vọng trong một số giới chức.
Lên ngôi không có nghĩa là ông toàn quyền cai trị đất nước của mình. Đúng hơn, Friedrich August bị ràng buộc bởi Hiến pháp Sachsen năm 1831, vốn giao cho ông một vai trò trung gian thuần túy (pouvoir neutre) ngoài hoạt động chính trị hàng ngày. Không có sự cố nào được biết đến trong việc can thiệp bất hợp pháp vào các vấn đề chính trị hoặc đưa ra chỉ đạo cụ thể. Tuy nhiên, ông đã tận dụng tối đa các nghi thức và nhiệm vụ đại diện của mình. Ông cũng trao tặng huy chương và tôn vinh những nhân vật và tổ chức có công trạng. Ngoài ra, ông còn thực hiện quyền ân xá.
Trong năm đầu tiên trị vì của mình, Friedrich August đã đi vi hành khắp các tỉnh trong Vương quốc Sachsen. Sau Lễ tốt nghiệp trường Kaiser ở Berlin, ông đã đến thăm các thành phố Leipzig, Chemnitz, Plauen và các cộng đồng khác cũng như chuyến tham quan các thị trấn ở miền Trung Sachsen vào tháng 2/tháng 3. Sau chuyến thăm triều đình Viên vào tháng 4, ông đã đến Đông Sachsen. Khoảng 240 chuyến đi như vậy đã được ghi nhận trước khi chiến tranh bùng nổ.

### Cải cách ngân sách
Thử thách chính trị cấp bách nhất của tân vương Friedrich August là việc tái cơ cấu ngân sách nhà nước đang thâm hụt lớn ở mức 962 triệu mark. Sự thâm hụt là kết quả của "Cuộc chiến Đường sắt" năm 1875-1876. Vào thời điểm đó, các tuyến đường sắt quốc gia hiện có sẽ được liên kết thành một Reichsbahn trên toàn Đế chế Đức dưới sự lãnh đạo của Phổ. Sachsen có một trong những mạng lưới đường sắt dày đặc nhất ở Đức và lo sợ mất chủ quyền kiểm soát cũng như một nguồn thu nhập quan trọng vào tay chính phủ Đế chế. Để duy trì tính toàn vẹn của Đường sắt Nhà nước Sachsen, tất cả các tuyến đường sắt tư nhân còn lại bắt đầu được mua lại bằng chi phí của kho bạc nhà nước, bất chấp các nguyên tắc ngân sách; tuyến đường sắt cuối cùng vẫn nằm trong tay người Sachsen. Friedrich August do đó đã phải cố gắng cân bằng ngân sách nhà nước mà ông đạt được nhờ tiết kiệm vào năm 1906. Thu nhập tăng thêm trong những năm tiếp theo nhờ việc tăng thuế dùng để trả các khoản nợ đã hoàn thành khi Chiến tranh thế giới thứ nhất bùng nổ.

## Hôn nhân và hậu duệ

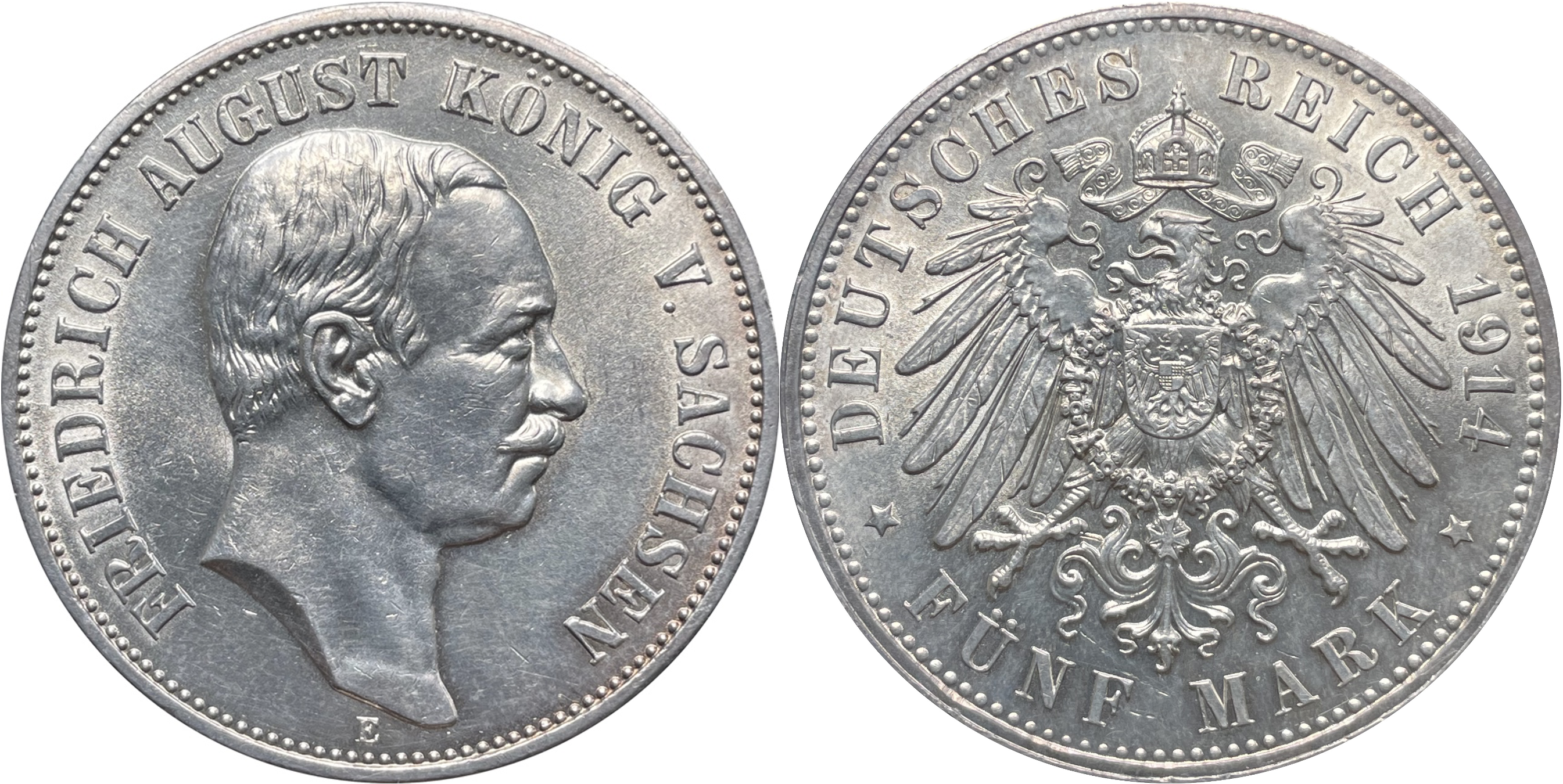
Xu bạc: 5 mark của Vương quốc Sachsen, với mặt trước là chân dung của vua Friedrich August III, đúc năm 1914

Friedrich August kết hôn với Nữ đại công tước Louise của Áo, tại kinh thành Viên vào ngày 21 tháng 11 năm 1891. Họ ly hôn vào năm 1903 theo sắc lệnh hoàng gia của Nhà vua sau khi bà bỏ trốn khi đang mang thai đứa con cuối cùng. Luise bỏ trốn khỏi Dresden vì do bố chồng cô đe dọa sẽ tống cô vào trại tâm thần tại Lâu đài Sonnenstein suốt đời, lúc đó chồng bà vẫn còn là một thái tử. Anh trai của bà ủng hộ mong muốn trốn thoát khỏi Sachsen của bà.  Hoàng đế Franz Joseph I của Áo-Hung không công nhận cuộc ly hôn.
Họ có với nhau 7 người con:
- Friedrich August Georg, Thái tử của Sachsen (1893–1943). Sau khi trở thành linh mục Dòng Tên, ông từ bỏ quyền kế vị của mình vào năm 1923. Người ta tin rằng, ông đã bị Schutzstaffel (SS) hoặc Gestapo ám sát vào năm 1943.
- Friedrich Christian, Bá tước xứ Meissen, Công tước xứ Sachsen (1893–1968). Kết hôn với Thân vương nữ Elisabeth Helene xứ Thurn và Taxis (1903–1976), họ có con.
- Vương tử Ernst Heinrich (1896–1971). Kết hôn với người vợ đầu là Thân vương nữ Sophie xứ Luxembourg (1902–1941), con gái của Guillaume IV, Đại công tước xứ Luxembourg, vào năm 1921, ông kết hôn với người vợ thứ hai là Virginia Dulon (1910–2002) vào năm 1947 (quý tiện kết hôn). Có con với Sophie.
- Maria Alix Carola, thai chết lưu ngày 22 tháng 8 năm 1898
- Margarete Carola Wilhelmine (1900–1962). Kết hôn với Friedrich Joseph, Thân vương xứ Hohenzollern-Emden (1891–1965).
- Maria Alix Luitpolda (1901–1990). Kết hôn với Franz Joseph, Thân vương xứ Hohenzollern-Emden (1891–1964).

Anna Monika Pia (1903–1976). Kết hôn lần đầu với Đại công tước Joseph Franz của Áo (1895–1957) và lần thứ hai với Reginald Kazanjian (1905–1990).
Hai con trai lớn của họ là Friedrich August và Friedrich Christian, đều sinh năm 1893 nhưng không phải là anh em sinh đôi. Friedrich August sinh vào tháng 1 và Friedrich Christian sinh vào tháng 12.

## Những phát ngôn đáng chú ý
- Khi đang mặc đồng phục đứng ở sân ga, ông được một phụ nữ yêu cầu bê đồ của cô ra khỏi xe và ông đã trả lời người phụ nữ rằng: "Thưa bà, tôi không phải là người khuân vác; tôi chỉ trông giống một người khuân vác mà thôi."[9]
- Khi Cộng hòa Đức được thành lập vào năm 1918, người ta hỏi ông qua điện thoại liệu ông có sẵn lòng thoái vị hay không. Nhà vua đã nói rằng: "Ồ, tôi cho là tôi nên làm tốt hơn."[10]
- Khi được đám đông ở một nhà ga cổ vũ vài năm sau khi thoái vị, ông thò đầu ra ngoài cửa sổ tàu và hét lên "Ihr seid mer ja scheene Demogradn!" (Tiếng Sachsen có nghĩa là "Tôi có thể nói rằng các bạn là những nhà dân chủ xuất sắc!").[10]).

## Vinh danh
- Sachsen:[11]
  - Hiệp sĩ Rue Crown, 1877;[12] Grand Master, 15 October 1904
  - Hiệp sĩ Huân chương quân sự Thánh Henry, 21 tháng 10 năm 1914[13]
  - Grand Master của Huân chương Albert
  - Grand Master của Huân chương Dân sự Sachsen
  - Huân chương Phục vụ Sachsen, hạng nhất (25 năm phục vụ)
- Baden:[14]
  - Hiệp sĩ Huân chương Nhà Fidelity, 1884
  - Hiệp sĩ Huân chương Berthold đệ nhất, 1884
- Vương quốc Bayern:
  - Huân chương Thánh Hubert, 1886[15]
  - Grand Cross of the Military Order of Max Joseph
- ; Các công quốc Ernestine: Thập tự lớn Huân chương Nhà Sachsen-Ernestine, 1886[16]
- Đại công quốc Hessen: Thập tự lớn Huân chương Ludwig, 13 tháng 5 năm 1893[17]
- Công quốc Mecklenburg: Thập tự lớn Huân chương Vương miện Wendish, với vương miện ở Ore[11]
- Đại công quốc Oldenburg: Thập tự lớn Huân chương Công tước Peter Friedrich Ludwig, với Collar[11]
- Vương quốc Phổ:
  - Hiệp sĩ Đại bàng Đen, 19 tháng 9 năm 1882;[18] with Collar
  - Pour le Mérite (quân sự), 29 tháng 12 năm 1916[13]
  - Thập tự Sắt (1914), hạng nhất và hạng hai
- Sachsen-Weimar-Eisenach: Thập tự lớn Chim ưng Trứng, 1886[19]
- Thân vương quốc Schaumburg-Lippe: Huân chương Danh dự Nhà Schaumburg-Lippe, hạng nhất[11]
- Vương quốc Württemberg: Thập tự lớn Vương miện Württemberg, 1894[20]
- Áo-Hung:[21]
  - Thập tự lớn Hoàng gia Hungary Thánh Stephen, 1886
  - Hiệp sĩ Lông cừu vàng, 1889
  - Thập tự lớn Huân chương quân sự Maria Theresa, 1917
- Vương quốc Bỉ: Grand Cordon Huân chương Leopold[11]
- Vương quốc Bulgaria: Hiệp sĩ Thánh Cyril và Methodius, với Collar[22]
- Vương quốc Hy Lạp: Thập tự lớn Chúa Cứu Thế[11]
- Dòng Chiến sĩ Toàn quyền Malta: Bailiff Grand Cross of Honour and Devotion[22]
- Đế quốc Ottoman: Huân chương Osmanieh, hạng nhất[11]
- Vương quốc Bồ Đào Nha:[11]
  - Thập tự lớn Sash of the Two Orders
  - Thập tự lớn Tháp và Kiếm
- Đế quốc Nga:[11]
  - Hiệp sĩ Thánh Andrew
  - Hiệp sĩ Thánh Alexander Nevsky
- Thụy Điển: Hiệp sĩ Seraphim, 12 tháng 3 năm 1910[23]
- Siam: Hiệp sĩ Huân chương Hoàng gia Chakri, 24 tháng 8 năm 1897[24]
- Vương quốc Tây Ban Nha: Thập tự lớn Huân chương Karl III, với Collar, 18 March 1907[25]
- Vương thất Toscana: Thập tự lớn Thánh Joseph[11]

## Liên kết
- Frederick Augustus III of Saxony – ThePeerage.com